# 西堀正洋
西堀 正洋（にしぼり まさひろ 1956年 - ）は、日本の医学者（薬理学）、教育者、医師、医学博士。岡山大学教授などを務める

## 概要
専攻は医学（特に薬理学、医化学など）。
滋賀県出身。
- 1980年 - 岡山大学医学部医学科　卒業、同　薬理学講座助手
- 1988年 - 同　薬理学講座　講師
- 1990年 - カナダ・マニトバ大学医学部マニトバ細胞生物研究所　研究員
- 1991年 - 同　客員教授
- 1995年 - 岡山大学医学部　助教授
- 2001年 - 同　教授[2][3]
- 2021年 - 同　名誉教授　特任・特命教授（創薬研究推進室）

## 活動
- 研究
  - 血腫によって神経細胞から放出されるタンパク質 HMGB1（High Mobility Group Box-1）が脳内出血による脳組織の障害メカニズムに関与することを解明。薬物治療がなかった急性期の脳内出血の治療薬開発の実用化に向けた研究を進めている[4]。
  - HMGB1は、脳の興奮性異常によって発症するてんかんのメカニズムにも関与していることを解明。これまで難治性てんかんには薬が効きにくく、その治療薬開発が困難な状況であったが、この発見によって今までとは全く異なる作用の治療薬の開発が進められることになる[5]。
  - 敗血症の病態の進行の起点が血漿タンパク質HRG（Histidine-rich glycoprotein）の低下であることを世界で初めて解明することに成功している[6]。

- 受賞
  - 2009年 - 21世紀全国発明表彰
  - 2010年 - 岡山県文化賞
  - 2012年 - 山陽新聞賞
  - 2012年 - バイオビジネスアワードJAPAN彩都賞
  - 2020年 - 公益財団法人　日本薬理学会　第14回江橋節郎賞

など
- 学会
  - 日本薬理学会
  - 日本炎症・再生医学会
  - 日本ヒスタミン学会
  - 日本薬理学会議
  - 日本神経学会
  - アメリカ神経科学会

など